# Helmut Kelleners

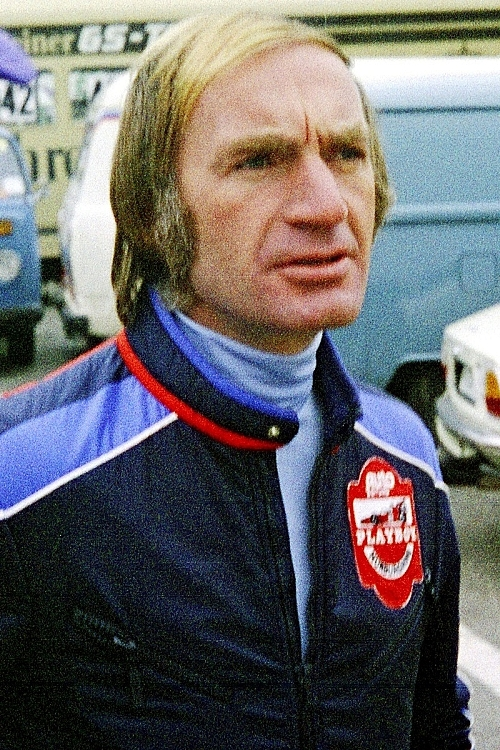
Helmut Kelleners 1975 in Zolder

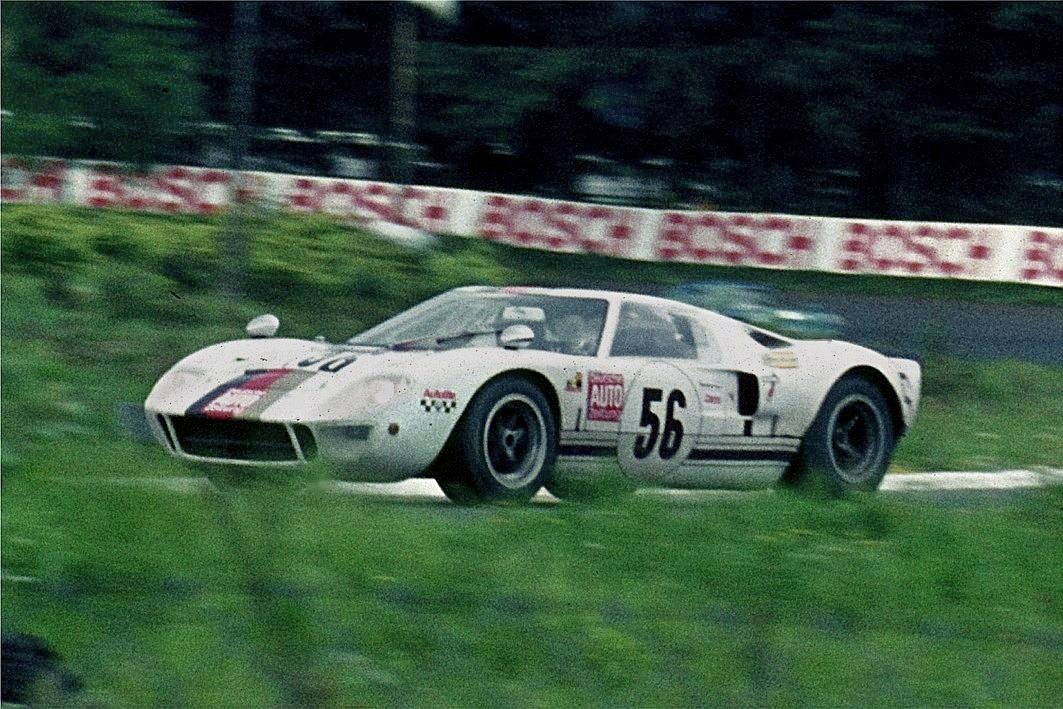
Helmut Kelleners 1969 im Ford GT 40 auf dem Nürburgring

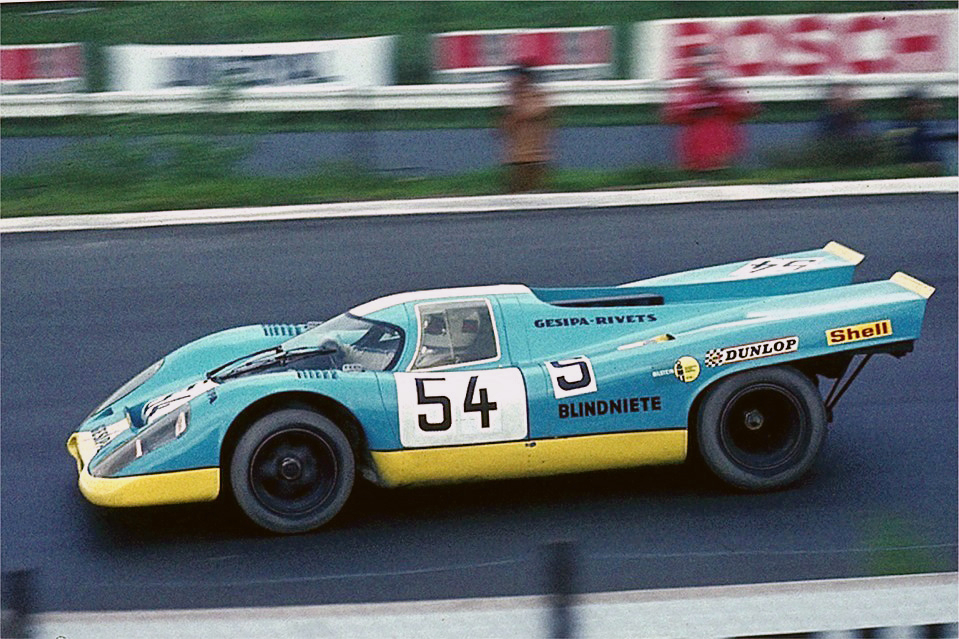
Helmut Kelleners im Porsche 917; beim 1000-km-Rennen auf dem Nürburgring 1970

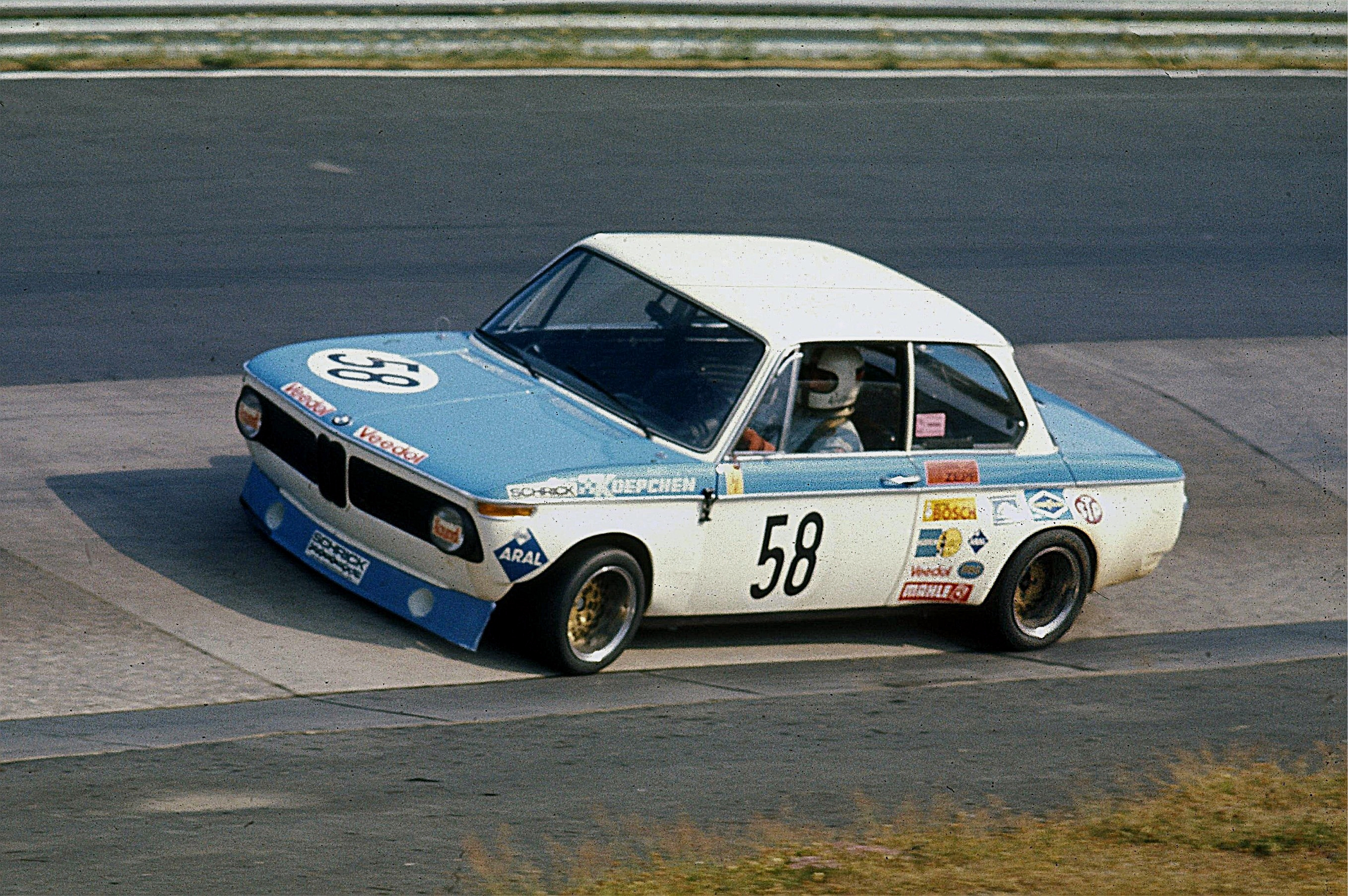
1973 beim Training zum Großen Preis der Tourenwagen im „Karussell“

Helmut Franz Kelleners (* 29. Dezember 1939 in Moers) ist ein ehemaliger deutscher Automobilrennfahrer und heutiger Unternehmer.

## Karriere
1960 fing Kelleners seine Motorsportkarriere im Rallyesport an und wechselte nach vier Jahren in den Tourenwagensport. Sein erstes Tourenwagenrennen bestritt er 1964 mit einem Glas 1304 TS in Zandvoort, das er gewann.
Kelleners startete von 1964 bis 1984 in verschiedenen Rennserien und erzielte neben vielen Rennsiegen auch Spitzenplatzierungen in Meisterschaften.
 Sein erster größerer Rennerfolg war der zweite Platz in der 3. Division der Tourenwagen-Europameisterschaft 1968, bei der er mit einem Porsche 911 antrat.
Daneben fuhr er von 1967 bis 1982 einzelne Rennen – speziell das 1000-km-Rennen auf dem Nürburgring – und in den Jahren 1968, 1969, 1970 und 1975 ganze Rennserien in der Sportwagen-Weltmeisterschaft.
Dreimal startete er beim 24-Stunden-Rennen von Le Mans. 1969 erreichte er dort zusammen mit Reinhold Joest im Ford GT 40 den 6. Platz in der Gesamtwertung und den 3. Rang in der S5.0-Klasse. Dieses Ergebnis war seine beste Platzierung, die er in Le Mans erzielte.
Weitere 24-Stunden-Rennsiege erfuhr er 1968 und 1970 beim 24-Stunden-Rennen von Spa-Francorchamps mit Porsche 911 und später BMW 2800 CS sowie beim 24-Stunden-Rennen auf dem Nürburgring 1972, ebenfalls mit einem BMW 2800 CS.
1970 stieg er mit einem March 707 Chevrolet in die neu gegründete Interserie ein und fuhr dort auf den 3. Platz in der Gesamtwertung. In den Folgejahren wechselte er auf McLaren M8F Chevrolet und McLaren M20 Chevrolet und fuhr noch bis 1975 Rennen in der Interserie.
1972 bis 1976 und nach einer Unterbrechung wieder von 1979 bis 1981 fuhr Kelleners mit BMW- und Porsche-Rennfahrzeugen in der Deutschen Rennsport-Meisterschaft. Bei seinem besten Saisonergebnis 1975 pilotierte er einen Porsche 911 Carrera RSR des Jägermeister Kremer-Teams auf den 5. Platz in der Gesamtwertung.
In der Europameisterschaft für GT-Fahrzeuge wurde er 1976 mit einem Porsche Turbo RSR hinter Toine Hezemans Vizemeister. Seine größten Motorsporterfolge feierte Kelleners mit BMW-Rennwagen in der Tourenwagen-Europameisterschaft in den Jahren 1980 bis 1982, in denen er dreimal in Folge den Meisterschaftstitel gewann. Ein Jahr später erreichte er den dritten Platz mit einem BMW 635 CSi in der Gesamtwertung.
1984 beendete Kelleners seine erfolgreiche Rennfahrerkarriere. Sein Sohn Ralf Kelleners ist seit 1987 auch Rennfahrer.

## Statistik

### Le-Mans-Ergebnisse
| Jahr | Team                       | Fahrzeug     | Teamkollege    | Platzierung | Ausfallgrund         |
| ---- | -------------------------- | ------------ | -------------- | ----------- | -------------------- |
| 1969 | Deutsche Auto Zeitung      | Ford GT 40   | Reinhold Joest | Rang 6      |                      |
| 1970 | North American Racing Team | Ferrari 512S | Georg Loos     | Ausfall     | Handling nach Unfall |
| 1980 | Gelo Racing Team           | Porsche 935  | Bob Wollek     | Ausfall     | Kolben               |

### Einzelergebnisse in der Sportwagen-Weltmeisterschaft
| Saison | Team                | Rennwagen                            | 1   | 2   | 3   | 4   | 5   | 6   | 7   | 8   | 9   | 10  | 11  | 12  | 13  | 14  | 15  | 16  | 17  |
| ------ | ------------------- | ------------------------------------ | --- | --- | --- | --- | --- | --- | --- | --- | --- | --- | --- | --- | --- | --- | --- | --- | --- |
| 1967   | IGFA                | Porsche 911                          | DAY | SEB | MON | SPA | TAR | NÜR | LEM | HOK | MUG | BRH | CCE | ZEL | OVI | NÜR |     |     |     |
| 1967   | IGFA                | Porsche 911                          |     |     | 11  |     |     |     |     |     |     |     |     |     |     |     |     |     |     |
| 1968   | IGFA Jürgen Neuhaus | Porsche 911 Porsche 910              | DAY | SEB | BRH | MON | TAR | NÜR | SPA | WAT | ZEL | LEM |     |     |     |     |     |     |     |
| 1968   | IGFA Jürgen Neuhaus | Porsche 911 Porsche 910              |     |     |     | 8   |     | 8   | 11  |     |     |     |     |     |     |     |     |     |     |
| 1969   | IGFA                | Ford GT40 Abarth 2000S               | DAY | SEB | BRH | MON | TAR | SPA | NÜR | LEM | WAT | ZEL |     |     |     |     |     |     |     |
| 1969   | IGFA                | Ford GT40 Abarth 2000S               |     |     | 16  | 4   | 8   | 10  | 6   | 6   | 5   |     |     |     |     |     |     |     |     |
| 1970   | Gesipa Racing NART  | Porsche 917 Porsche 908 Ferrari 512S | DAY | SEB | BRH | MON | TAR | SPA | NÜR | LEM | WAT | ZEL |     |     |     |     |     |     |     |
| 1970   | Gesipa Racing NART  | Porsche 917 Porsche 908 Ferrari 512S |     |     |     | 10  |     | 17  | 11  | DNF |     |     |     |     |     |     |     |     |     |
| 1972   | Alpina              | BMW 2800                             | BUA | DAY | SEB | BRH | MON | SPA | TAR | NÜR | LEM | ZEL | WAT |     |     |     |     |     |     |
| 1972   | Alpina              | BMW 2800                             |     |     |     |     | DNF |     |     |     |     |     |     |     |     |     |     |     |     |
| 1973   | Koepchen            | BMW 2002                             | DAY | VAL | DIJ | MON | SPA | TAR | NÜR | LEM | ZEL | WAT |     |     |     |     |     |     |     |
| 1973   | Koepchen            | BMW 2002                             |     |     |     | 17  |     |     |     |     |     |     |     |     |     |     |     |     |     |
| 1974   | STP Schweden        | Porsche Carrera RSR                  | MON | SPA | NÜR | IMO | LEM | ZEL | WAT | LEC | BRH | KYA |     |     |     |     |     |     |     |
| 1974   | STP Schweden        | Porsche Carrera RSR                  | 18  |     |     |     |     |     |     |     |     |     |     |     |     |     |     |     |     |
| 1975   | Kremer Racing       | Porsche Carrera RSR                  | DAY | MUG | DIJ | MON | SPA | PER | NÜR | ZEL | WAT |     |     |     |     |     |     |     |     |
| 1975   | Kremer Racing       | Porsche Carrera RSR                  |     |     |     | DNF |     |     | 8   |     |     |     |     |     |     |     |     |     |     |
| 1976   | Max Moritz          | Porsche 934                          | MUG | VAL | NÜR | MON | SIL | IMO | NÜR | ZEL | PER | WAT | MOS | DIJ | DIJ | SAL |     |     |     |
| 1976   | Max Moritz          | Porsche 934                          |     |     | 4   |     |     |     | 3   |     |     |     |     |     |     |     |     |     |     |
| 1977   | Faltz Max Moritz    | BMW 320i Porsche 935                 | DAY | MUG | DIJ | MON | SIL | NÜR | VAL | PER | WAT | EST | LEC | MOS | IMO | SAL | BRH | HOK | VAL |
| 1977   | Faltz Max Moritz    | BMW 320i Porsche 935                 |     |     |     |     | 4   | 6   |     |     |     |     |     |     |     |     |     |     |     |
| 1980   | Gelo Racing         | Porsche 935                          | DAY | BRH | SEB | MUG | MON | RIV | SIL | NÜR | LEM | DAY | WAT | SPA | MOS | ROA | VAL | DIJ |     |
| 1980   | Gelo Racing         | Porsche 935                          |     |     |     |     | DNF |     |     |     |     |     |     |     |     |     |     |     |     |
| 1982   | Enzo Calderari      | BMW M1                               | MON | SIL | NÜR | LEM | SPA | MUG | FUJ | BRH |     |     |     |     |     |     |     |     |     |
| 1982   | Enzo Calderari      | BMW M1                               | 3   |     |     |     |     |     |     |     |     |     |     |     |     |     |     |     |     |